# Елманов, Григорий Фёдорович
Григорий Фёдорович Елманов (1925—2020) — полковник внутренней службы в отставке, первый начальник Казанского юридического института МВД России (1974—1978).

## Биография
Родился 6 октября 1925 года в селе Дегтяное Ряжского района Рязанской области.
На военной службе — с 1943 года, был участником Великой Отечественной войны и советско-японской войны: с января 1943 по январь 1946 года проходил службу в отдельном медицинском санитарном батальоне. В Советской армии служил по 1951 год.
Получил высшее юридическое образование, окончив в 1953 году Львовскую школу милиции МГБ СССР и Высшую школу МВД СССР (ныне Академия управления МВД России) в 1961 году. По 1961 год работал на различных должностях в УМВД Рязанской области.
С 1961 по 1969 год Г. Ф. Елманов работал старшим преподавателем цикла специальных дисциплин Елабужской специальной средней школы милиции МВД РСФСР. В 1969—1974 годах был начальником отделения оперативно-служебной подготовки, заместителем начальника отдела кадров и одновременно начальником отделения по боевой и служебной подготовке Министерства внутренних дел Татарской АССР. В 1974—1978 годах работал начальником Казанского учебно-консультационного пункта Московского филиала юридического заочного обучения при Академии МВД СССР (МФЮЗО при Академии МВД СССР). В 1978—1985 годах являлся старшим преподавателем этого высшего учебного заведения.
С 1985 года Григорий Фёдорович находился на пенсии и проживал в городе Балаково Саратовской области.
Умер 27 марта 2020 года в г. Балаково Саратовской области.
Был награждён орденом Отечественной войны II степени и многими медалями, в числе которых «За боевые заслуги» и «За победу над Японией».
В сентябре 2021 года в Казанском юридическом институте МВД России первому начальнику института — Григорию Федоровичу Елманову был открыт бюст работы скульптора Вячеслава Носова.